# Jeroen Zoet
Jeroen Zoet (* 6. ledna 1991, Veendam, Nizozemsko) je nizozemský fotbalový brankář, který v současnosti působí v nizozemském klubu PSV Eindhoven.

## Klubová kariéra
Zoet prošel mládežnickými týmy PSV Eindhoven, odkud později přešel do A-mužstva. Kvůli pravidelnému zápasovému vytížení byl pro sezóny 2011/12 a 2012/13 zapůjčen na hostování do klubu RKC Waalwijk.

## Reprezentační kariéra
Jeroen Zoet byl členem nizozemských reprezentačních mládežnických výběrů od kategorie U17.
V červnu 2013 byl nominován na Mistrovství Evropy hráčů do 21 let konané v Izraeli, kde mladí Nizozemci postoupili do semifinále, v němž vypadli s Itálií po porážce 0:1. Na turnaji plnil roli brankářské jedničky a odchytal všechna utkání vyjma posledního zápasu skupiny proti Španělsku, kdy už mělo Nizozemsko jistý postup do semifinále (v tomto střetnutí nastoupil rezervní gólman Marco Bizot, Nizozemci prohráli 0:3). Zoet chytal proti Německu (výhra 3:2), Rusku (výhra 5:1) a v semifinále proti Itálii (prohra 0:1).

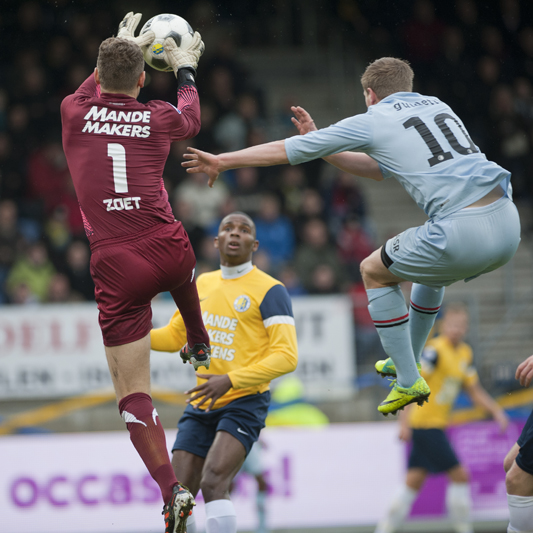
Jeroen Zoet (vlevo) v akci

V nizozemském A-týmu debutoval 10. 10. 2015 pod trenérem Danny Blindem v kvalifikačním utkání na EURO 2016 v Astana Areně proti týmu Kazachstánu (výhra 2:1). V 81. minutě nahradil v bráně zraněného Tima Krula.